# Marcus Cocceius Nerva
Marcus Cocceius Nerva est un homme politique de la fin de la République romaine, consul en 36 av. J.-C.

## Famille
Il est membre de la gens plébéienne Cocceia, qui est originaire d'Ombrie. C'est un partisan de Marc Antoine, à l'instar de Gaius Cocceius Balbus, consul suffect en 39 av. J.-C., et de Lucius Cocceius Nerva, utilisé pour ses talents de diplomate.
Il est l'arrière-grand-père paternel de l'empereur romain Nerva qui règne de fin 96 à janvier 98. Son fils, également nommé Marcus Cocceius Nerva, est un juriste qui fait partie de l'entourage de l'empereur Tibère et devient consul suffect en 21 ou 22 apr. J.-C.

## Biographie
Il est proquaestor pro praetore sous Antoine en 41 av. J.-C. et il est souvent admis qu'il est aux côtés de Lucius Antonius lors de la guerre de Pérouse, ville dans laquelle ils sont assiégés par Octavien. Un homonyme prénommé Lucius par Appien est l'un des principaux officiers de l'armée d'Antonius qui refuse de combattre Octavien et qui amène à la réconciliation entre les deux hommes en 40 av. J.-C., et il se peut qu'il s'agisse d'une et même personne avec Marcus.
Vers 38 av. J.-C., Marc Antoine nomme Nerva comme proconsul d'Asie, peut-être en remplacement de Lucius Munatius Plancus. Il est acclamé comme imperator pour une action militaire à Lagina de Carie.
Pour ses services à la cause d'Antoine, Nerva est nommé consul en 36 av. J.-C. avec Lucius Gellius Publicola. Il est mentionné par Horace comme un de ses compagnons de voyage à Brindes.
En 31 av. J.-C., il devient membre du collège des Quindecemviri sacris faciundis et il est élevé au patriciat après 29 av. J.-C.